# بييلسكو-بياوا
بييلسكو فيالا (بالبولندية: Bielsko-Biała) وهي مدينة تقع جنوب بولندا في إقليم سيليزيا بالقرب من الحدود مع تشيكيا وسلوفاكيا، ويبلغ عدد سكان المدينة 175 ألف نسمة حسب إحصاء 2009 وتعتبر من أكبر مدن سيليزيا.

## المناخ
يظهر الجدول التالي التغييرات المناخية على مدار السنة لبييلسكو-بياوا:
| البيانات المناخية لـبييلسكو-بياوا            | البيانات المناخية لـبييلسكو-بياوا | البيانات المناخية لـبييلسكو-بياوا | البيانات المناخية لـبييلسكو-بياوا | البيانات المناخية لـبييلسكو-بياوا | البيانات المناخية لـبييلسكو-بياوا | البيانات المناخية لـبييلسكو-بياوا | البيانات المناخية لـبييلسكو-بياوا | البيانات المناخية لـبييلسكو-بياوا | البيانات المناخية لـبييلسكو-بياوا | البيانات المناخية لـبييلسكو-بياوا | البيانات المناخية لـبييلسكو-بياوا | البيانات المناخية لـبييلسكو-بياوا | البيانات المناخية لـبييلسكو-بياوا |
| الشهر                                        | يناير                             | فبراير                            | مارس                              | أبريل                             | مايو                              | يونيو                             | يوليو                             | أغسطس                             | سبتمبر                            | أكتوبر                            | نوفمبر                            | ديسمبر                            | المعدل السنوي                     |
| -------------------------------------------- | --------------------------------- | --------------------------------- | --------------------------------- | --------------------------------- | --------------------------------- | --------------------------------- | --------------------------------- | --------------------------------- | --------------------------------- | --------------------------------- | --------------------------------- | --------------------------------- | --------------------------------- |
| الدرجة القصوى °م (°ف)                        | 16.5 (61.7)                       | 18.5 (65.3)                       | 23.0 (73.4)                       | 28.0 (82.4)                       | 30.7 (87.3)                       | 32.2 (90.0)                       | 38.1 (100.6)                      | 34.2 (93.6)                       | 31.5 (88.7)                       | 27.3 (81.1)                       | 23.1 (73.6)                       | 17.6 (63.7)                       | 38.1 (100.6)                      |
| متوسط درجة الحرارة الكبرى °م (°ف)            | 1.7 (35.1)                        | 1.9 (35.4)                        | 6.9 (44.4)                        | 12.8 (55.0)                       | 18.0 (64.4)                       | 20.4 (68.7)                       | 22.7 (72.9)                       | 22.6 (72.7)                       | 17.8 (64.0)                       | 12.9 (55.2)                       | 6.8 (44.2)                        | 2.7 (36.9)                        | 12.3 (54.1)                       |
| المتوسط اليومي °م (°ف)                       | −1.3 (29.7)                       | −0.8 (30.6)                       | 3.2 (37.8)                        | 8.2 (46.8)                        | 13.1 (55.6)                       | 15.7 (60.3)                       | 17.8 (64.0)                       | 17.6 (63.7)                       | 13.6 (56.5)                       | 9.1 (48.4)                        | 3.8 (38.8)                        | −0.2 (31.6)                       | 8.3 (47.0)                        |
| متوسط درجة الحرارة الصغرى °م (°ف)            | −4.2 (24.4)                       | −3.4 (25.9)                       | −0.5 (31.1)                       | 3.5 (38.3)                        | 8.1 (46.6)                        | 11.0 (51.8)                       | 12.9 (55.2)                       | 12.6 (54.7)                       | 9.3 (48.7)                        | 5.2 (41.4)                        | 0.7 (33.3)                        | −3.1 (26.4)                       | 4.3 (39.8)                        |
| أدنى درجة حرارة °م (°ف)                      | −27.4 (−17.3)                     | −24.5 (−12.1)                     | −17.5 (0.5)                       | −8.5 (16.7)                       | −4.0 (24.8)                       | 0.0 (32.0)                        | −0.7 (30.7)                       | 1.0 (33.8)                        | 0.0 (32.0)                        | −9.0 (15.8)                       | −15.9 (3.4)                       | −26.0 (−14.8)                     | −27.4 (−17.3)                     |
| الهطول مم (إنش)                              | 28.6 (1.13)                       | 35.3 (1.39)                       | 38.6 (1.52)                       | 53.9 (2.12)                       | 74.5 (2.93)                       | 108.9 (4.29)                      | 116.7 (4.59)                      | 72.9 (2.87)                       | 74.1 (2.92)                       | 50.5 (1.99)                       | 53.9 (2.12)                       | 37.3 (1.47)                       | 745.2 (29.34)                     |
| متوسط أيام هطول الأمطار                      | 10.1                              | 11.7                              | 11.5                              | 10.6                              | 12.1                              | 13.3                              | 12.5                              | 10.5                              | 10.2                              | 11.0                              | 11.3                              | 11.6                              | 136.4                             |
| متوسط الأيام المثلجة                         | 11                                | 11                                | 10                                | 3                                 | 0                                 | 0                                 | 0                                 | 0                                 | 0                                 | 1                                 | 6                                 | 12                                | 54                                |
| متوسط الرطوبة النسبية (%)                    | 80                                | 77                                | 73                                | 68                                | 69                                | 72                                | 71                                | 72                                | 77                                | 77                                | 81                                | 83                                | 75                                |
| المصدر #1: climatebase.ru                    |                                   |                                   |                                   |                                   |                                   |                                   |                                   |                                   |                                   |                                   |                                   |                                   |                                   |
| المصدر #2: Weather2 (humidity and snow days) |                                   |                                   |                                   |                                   |                                   |                                   |                                   |                                   |                                   |                                   |                                   |                                   |                                   |

## توأمة
لبييلسكو-بياوا اتفاقيات توأمة مع كل من:
- فولفسبورغ (1998 - )
- غراند رابيدز
- ليبشتات
- كراغوييفاتس
- Lilienthal, Lower Saxony [الإنجليزية]‏
- مونريالي
- جيلينا
- بيزنسون
- عكا
- بايا ماري (2003 - )
- ترجينتس

## أعلام
- ألبرت شيكيدانز
- فيليب يوهان فرديناند شور
- رالف إرفين
- ألويس شولتس
- والتر كونينغ
- والتر كون
- رافال أنتونيفسكي
- كارول بولاك
- زوفيا كوتساك تشوتزكا
- زبيغنييف بيتشسكوفكي